# Stanisław Kostka
Stanisław Kostka herbu Dąbrowa (ur. 28 października 1550 w Rostkowie, zm. 15 sierpnia 1568 w Rzymie) – polski jezuita, jeden z katolickich patronów Polski, a ponadto patron ministrantów, polskich dzieci i młodzieży, stowarzyszenia pod nazwą Katolickie Stowarzyszenie Młodzieży oraz święty Kościoła katolickiego.

## Źródła historyczne
Pierwszą genealogię rodu Kostków napisał jego brat Paweł Kostka, ale nie dochowała się ona do naszych czasów. Ze źródła tego korzystali jego następni biografowie. Jezuita o. Andrzej Duryewski SJ wydał w 1702 w Krakowie historię rodziny Kostków oraz rodzin z nimi spokrewnionych w dziele zatytułowanym Pamiątka niezeszła Ivz zeszłego domv, Iasnie Wielmoznych Panow na Rostkowie i Sztembergv Kostkow. ábo o niéktorych, z-tej fámiliey, płci oboiey, Zacnych Lvdziach Memoryał Krotki. Bardzo ważnym dokumentem źródłowym są akta procesu kanonizacyjnego z 1630: łac. Acta canonisationis Beati Stanislai Kostka in Polonia 1606–1645. Processus remissiorialis Cracoviensis an. 1630. Ponadto naoczny świadek jego życia w nowicjacie rzymskim, Stanisław Warszewicki napisał jego życiorys w dziele zatytułowanym łac. Vita Stanislai Kostka nobillissimi iuvenis qui in Societate Jesu ingressus brevi in aedem sancte migravit ad Dominum.

## Życiorys

### Lata dzieciństwa
Stanisław Kostka urodził się w drugiej połowie 1550, najprawdopodobniej 28 października, w średniozamożnej rodzinie szlacheckiej herbu Dąbrowa. Był dzieckiem Jana Kostki, kasztelana zakroczymskiego i Małgorzaty z d. Kryska z Drobina. Miał trzech braci: Pawła, Wojciecha i Mikołaja oraz siostry, z których znane jest imię jednej: Anna. Protoplastą jego rodu był dziedzic Nawoj z Rostkowa, którego wymieniają dokumenty źródłowe już w XV wieku. Otrzymał on przezwisko Kostka, z powodu oryginalnego wyglądu jego prawego policzka i niewielkiej „kostki” znajdującej się na jego płacie. Przyjął on następnie nazwisko Kostka, które przyjęli również jego synowie, a także przodkowie Stanisława Kostki, a mianowicie Jan (jego pradziadek) i Jakub.
Wychowywany był w atmosferze religijnej, o czym zaświadczyli świadkowie późniejszego procesu kanonizacyjnego stwierdzając:

Stanisław z Jana Kostki i Małgorzaty Kryskiej katolickich i pobożnych rodziców urodzony, pobożnie i religijnie był też wychowany.

Podobne świadectwo o atmosferze rodzinnego domu wydał jego brat Paweł Kostka mówiąc:

Rodzice wychowali nas po katolicku, pouczając o dogmatach katolickich. Nie przyzwyczajali nas do przyjemności, postępując z nami surowo. Zaprawiali nas do modlitwy, uczciwości. Wszyscy nas upominali i brali udział w naszym wychowaniu (...) Wszystkich czciliśmy i przez wszystkich byliśmy kochani.

Tuż po urodzeniu, w ostatnich dniach października 1550 został ochrzczony w kościele Wniebowzięcia Najświętszej Maryi Panny w Przasnyszu przez wikariusza ks. Huberta Macieja Komorowskiego, a jego ojcem chrzestnym był Andrzej Radzanowski. Duży wpływ na ukształtowanie jego postawy moralnej i religijnej wywarła matka, która była jego pierwszą nauczycielką podstawowych prawd wiary i prawdopodobnie od niej nauczył się pierwszych modlitw i zasad religijności. Istnieje przypuszczenie, że w dzieciństwie (do 12. roku życia) mógł pobierać również naukę od kapelana, przydzielonego do nauki dzieci, który w pierwszej połowie XVI wieku był najprawdopodobniej przy ich prywatnej kaplicy przy kościele w Przasnyszu i świątyni w Rostkowie. Nie jest to jednak należycie udokumentowane, jak również nieznane są bliższe personalia tego kapelana. Pewnym jest natomiast, że od 12. do 14. roku życia jego nauczycielem był Jan Biliński, który znacznie poszerzył jego wiedzę religijną, być może nawet uwrażliwił na znaczenie Maryi w jego życiu, bowiem tak to zaświadczył:

Stanisław od dzieciństwa czcił Maryję i po Bogu wszystkie swoje myśli i uczucia kierował ku Matce Bożej.

### Wybór drogi zakonnej (nowicjat)
W tych czasach (druga połowa XVI wieku) dzieci rodzin szlacheckich często wysyłano na dalsze kształcenie za granicę do uznanych wówczas uczelni prowadzonych często przez osoby konsekrowane. Tak było również ze Stanisławem Kostką, kiedy jego rodzice zdecydowali się, aby dalej kształcił się w Collegium Nobilium w Wiedniu, które prowadzili jezuici. Dostanie się na tę uczelnię nie było łatwe, a wsparcia udzielili mu kard. Stanisław Hozjusz oraz krewny Piotr Kostka ze Sztemberku (dzisiejszy Stążków). Wraz z bratem Pawłem, Stanisław Kostka wyruszył mniej więcej w połowie lipca 1564, udając się drogą prowadzącą prawdopodobnie przez Kraków, Oświęcim, Opawę i Ołomuniec do Wiednia. 26 lipca 1564 obaj bracia przybyli do Wiednia, gdzie zostali umieszczeni w Konwikcie (bursie), przeznaczonym dla chłopców szlacheckiego pochodzenia. Stanisław Kostka z uwagi na solidne przygotowanie przez Jana Bilińskiego (gramatyka łacińska i grecka) został przyjęty od razu na trzeci rok gramatyki, czyniąc stałe postępy w dalszej nauce, stając się wzorem pracowitego i sumiennego ucznia. Na uczelni tej studiowali m.in. późniejsi prymasi Polski Jan Tarnowski czy Bernard Maciejowski oraz Mikołaj Lasocki, późniejszy biskup. W Konwikcie prowadzonym zwykle przez wyznaczonego przełożonego obowiązywał regulamin oraz przyjęty system wychowawczy, który wymagał od kandydata posłuszeństwa w zdobywaniu nauki, wyrobienia obyczajów i pobożności. Regulamin ten przewidywał modlitwę poranną i wieczorną, uczestnictwo w codziennej mszy świętej, wysłuchanie cotygodniowej konferencji ascetycznej i raz w miesiącu przystępowanie do sakramentów świętych. W Konwikcie tym Kostkowie przebywali osiem miesięcy, bowiem w 1565 cesarz Maksymilian II Habsburg wymówił jezuitom użytkowanie tego domu, co spowodowało rozproszenie kandydatów. Kostkowie zamieszkali wówczas na prywatnej stancji w domu luteranina Kimberkera przy placu Kiermark w Wiedniu (obecnie róg ulic Kurrentgasse i Steindlgasse).
Początkowo miał trudności w nauce, ale dzięki pilności i pracowitości stał się wkrótce jednym z najlepszych uczniów. Jego metoda nauki polegała na robieniu skrupulatnych notatek oraz późniejszym studiowaniu i przemyśleniu tych zapisków. Szczególne uzdolnienia miał do nauki języków obcych. Poza łaciną, greką i językiem hebrajskim uczył się również języków niemieckiego i włoskiego. Odnaleziono pisaną przez niego książeczkę zatytułowaną łac. Liber ellegantiarum scriptus per me Stanislaum Kostka sub M. Alberto Theobulico, w której zapisał subtelne wyrażenia łacińskie i zasady poprawnej pisowni łacińskiej. Jego szkolny kolega Wawrzyniec Pacifici z Frankonii, w późniejszym zeznaniu złożonym przed nuncjuszem papieskim stwierdził:

Stanisław nie miał jeszcze żadnego zarostu, twarzy był pełnej, białoróżowej, wejrzenia przyjemnego; oczami swemi wesołymi, ale na których zawsze ślady łez było widać, każdego co nań spoglądał, poruszać musiał do litości... W rozmowie był skromny, wesoły i uprzejmy, chętnie przestawał z osobami prostemi.

Historyk Towarzystwa Jezusowego, o. Franciszek Sacchini SJ, natomiast tak scharakteryzował jego wygląd zewnętrzny:

Postać Stanisława była średniej wysokości i słusznych wymiarów, łączyła w sobie dostojność i piękno zewnętrzne (...) Cerę miał śnieżnobiałą z lekko narzuconym na policzki rumieńcem, włosy nieco spłowiałe, kształt twarzy raczej okrągły, twarz pełna wdzięku, oczy jasne, niebieskie, błyszczące, wilgotne, niekiedy przepełnione łzami z powodu miłości i świętości serca.

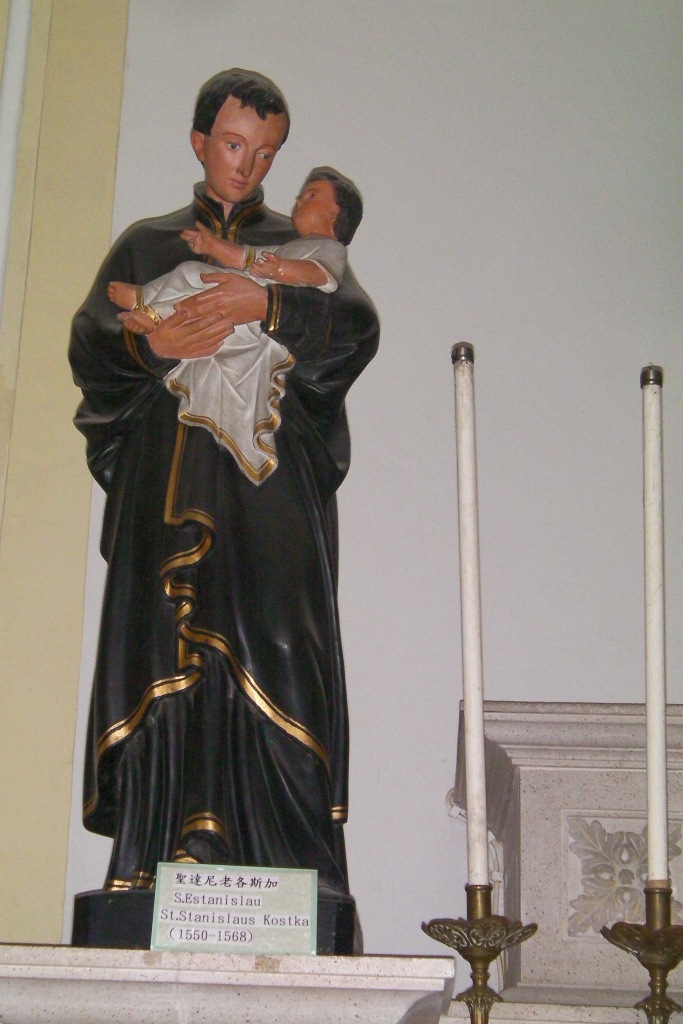
Figura św. Stanisława Kostki z Dzieciątkiem na ręku

Na początku grudnia 1565 podupadł na zdrowiu i poważnie zachorował. Większość biografów dopatruje się przyczyn jego choroby w trudnych warunkach bytowych (niskie temperatury otoczenia) i surowym życiu (modlitwy, czuwania nocne, posty, umartwienia) prawdopodobnie powodującym przeziębienie, być może np. grypę. Chory – co stwierdzili lekarze – miał wysoką temperaturę i stan jego zdrowia początkowo szybko się pogarszał, istniało nawet przypuszczenie, że choroba może być śmiertelna. Po kilkunastu dniach powoli zaczął powracać do zdrowia. Podczas tej choroby miał widzenie, podczas którego objawiła mu się św. Barbara (patronka dobrej śmierci), która w asyście dwóch aniołów przyniosła mu Komunię świętą. Przyjacielowi swojemu Stanisławowi Warszewickiemu, powiedział wówczas, że wyzdrowienie zawdzięcza prośbie o wstawiennictwo Matki Bożej, która objawiła mu się w następnym widzeniu trzymająca Dzieciątko Jezus, które złożyła na wyciągnięte jego ręce. Otrzymał wówczas polecenie od Matki Bożej by wstąpić do zakonu jezuitów.

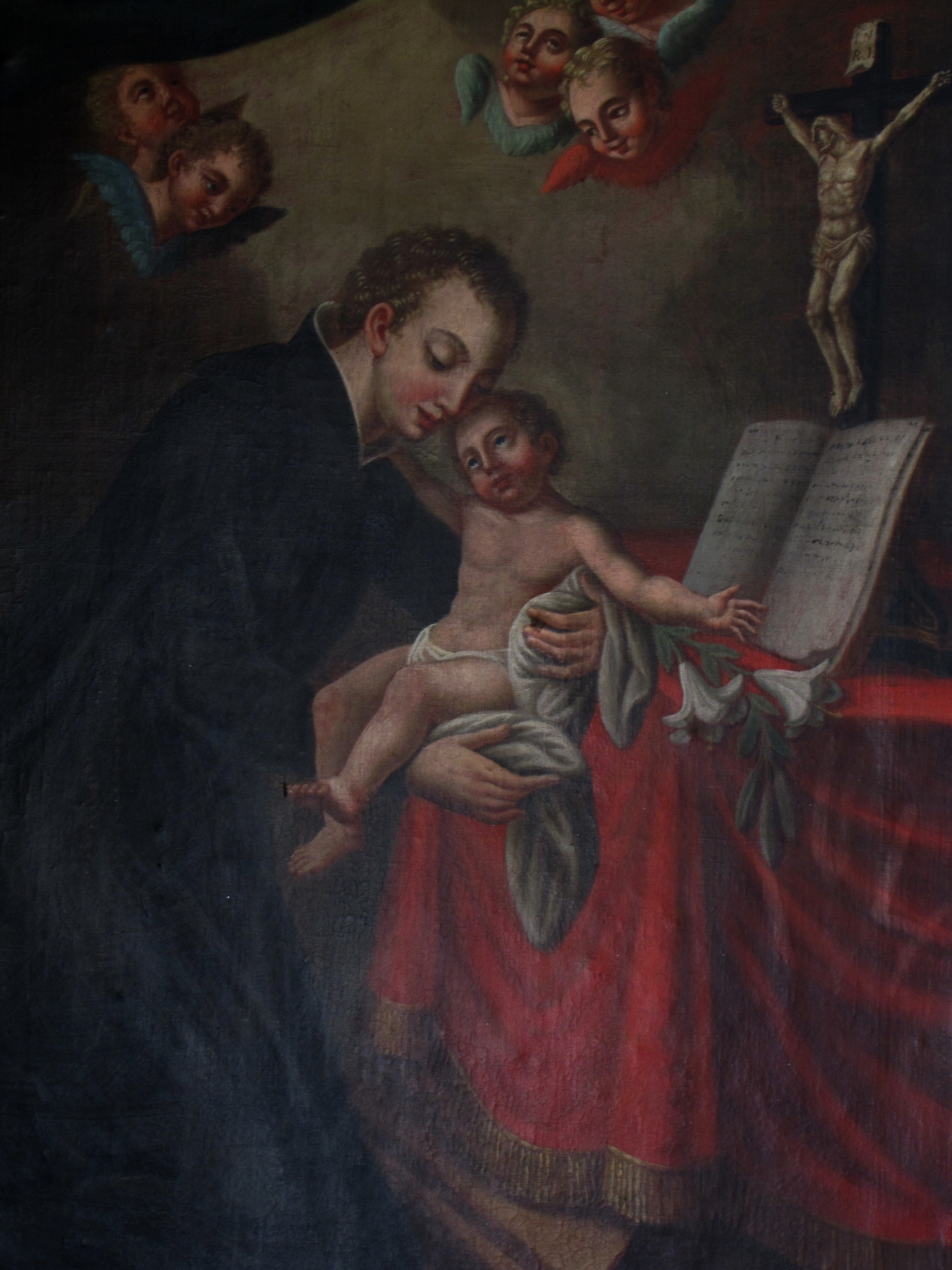
Obraz Św. Stanisław Kostka w Kościele Saint-Étienne w Wolxheim

Pod wpływem tego polecenia podjął decyzję poświęcenia swojego życia w zakonie jezuitów. Decyzję tę wyjawił swojemu spowiednikowi o. Mikołajowi Donio SJ, który skierował go do ojca prowincjała Wawrzyńca Maggiusza SJ, a ten z kolei uzależnił przyjęcie do jezuitów Stanisława Kostki od zgody rodziców. Ojciec Franciszek Antonio SJ dając mu list polecający podsunął mu wówczas pomysł by udał się do Augsburga, do prowincjała Górnych Niemiec o. Piotra Kanizjusza SJ, późniejszego świętego, z prośbą o przyjęcie do jezuitów, a gdyby on nie wyraził zgody, by udał się bezpośrednio do generała zakonu o. Franciszka Borgiasza SJ, późniejszego świętego, do Rzymu.
10 sierpnia 1567, po sprzeczce ze swoim bratem Pawłem, napisał list wyjaśniający motywy opuszczenia Wiednia, po czym udał się pieszo w drogę. Po odkryciu jego ucieczki wyruszyła pogoń jego brata Pawła i Jana Bilińskiego, ale nie zdołali oni go odnaleźć, ponieważ wyruszył on w drogę, nie do Rzymu (jak przypuszczali) ale na północny zachód do Augsburga. Przypuszcza się, że średnio przebywał codziennie około 45 km, a miejscami postojowymi mogły być domy jezuitów w: Altötting-Ebersberg, Monachium i Landsbergu. Po przejściu ponad 600 km dotarł do Augsburga, ale nie zastał przebywającego wówczas na wizytacji domu zakonnego w Dillingen o. Piotra Kanizjusza. Udał się więc do Dillingen (około 30 km od Augsburga) i w połowie września 1567 doszło do ich spotkania, w wyniku którego został na okres trzech tygodni skierowany do kolegium św. Hieronima, pełniąc posługę kelnera. 18 września o. Kanizjusz wysłał list do generała o. Borgiasza w którym m.in. napisał: 

Otrzymałem, pisze, list Wielebności Waszej z 23 sierpnia, w którym oznajmiasz mi, że mogę posłać do Rzymu brata Jakóba Lewantego, genuańczyka. Przyjdzie tam zatem wkrótce z magistrem Fabrycym Reynerem, a do tych dwóch, być może, że przyłączę Stanisława, dobrego i zacnego polskiego młodzieniaszka, który pragnie poświęcić się naszemu powołaniu, nawet wbrew woli rodziców.

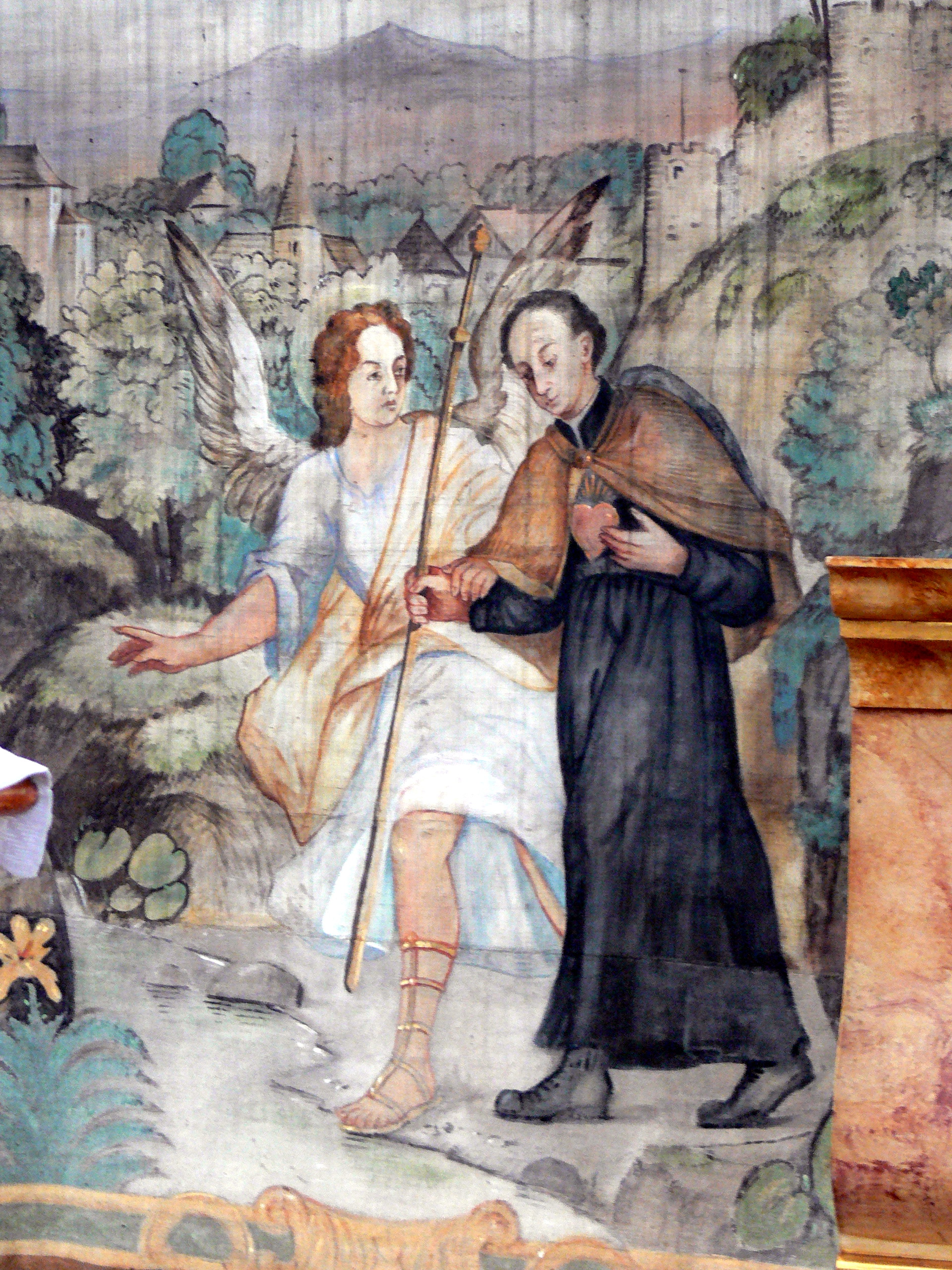
Święty Stanisław Kostka pielgrzymujący do Rzymu

W trójkę młodzieńcy opuścili Dillingen pod koniec września 1567, docierając 25 października tegoż roku do Rzymu. Przypuszczalnie droga ich wiodła przez Brenner, Bolzano, Trydent, Padwę, Ferrarę, Bolonię, Florencję, Sienę, Perugię, Arezzo i Terni.
Po przybyciu do Rzymu został on przyjęty 28 października 1567 jako kandydat do zakonu jezuitów i zamieszkał w Domu Profesów rozpoczynając dwuletni okres nowicjatu. Jego późniejszy przyjaciel Stefan Augusti podał opis jego postaci po przybyciu do Rzymu stwierdzając:

Był ubogo ubrany i bardzo zmęczony. (...) Koniecznością wydawało się otoczyć go szczególną opieką, zanim rozpoczął normalne życie nowicjackie.

W Domu Profesów przebywał do końca grudnia 1567, po czym przeniesiono go do innego domu jezuitów, a mianowicie do Kolegium Rzymskiego, gdzie przeszedł kolejny etap nowicjatu tzw. trzydziestodniową próbę. Następnie w okresie od lutego do marca 1568 przeniesiono go na wzgórze Kwirynalskie, do Domu Nowicjackiego św. Andrzeja. Nowicjat w Rzymie rozpoczął od rekolekcji, podczas których odbył spowiedź generalną całego swojego życia u o. Ruiza SJ. Wychowaniem nowicjuszy kierował mistrz (magister) nowicjatu, którym byli kolejno: o. Rafał Rieria SJ, o. Toledo SJ, o. Ruiz SJ, o. Fatio SJ. Podczas nowicjatu odprawiano: ćwiczenia duchowne, ze szczególnym podkreśleniem modlitwy (jednogodzinnym rozmyślaniu metodą ignacjańską), dwukrotny w ciągu dnia rachunek sumienia (po południu i wieczorem) oraz czytania duchowne. Bardzo często tematem jego rozmyślań była Męka Pańska, natomiast podczas czytań duchownych posiłkował się czytaniem żywotów świętych oraz m.in. lekturą książeczki „O naśladowaniu Chrystusa”. Obserwatorzy jego życia zauważyli, że posługiwał się praktykami umartwienia, poprzez np. liczne okresy postów (przed przyjęciem Komunii świętej), biczowanie ciała (za zgodą przełożonych) czy też sypianie na podłodze. Pochlebną opinię o jego życiu nowicjusza wystawił mistrz nowicjatu, stwierdzając:

Brak słów na wyrażenie wzniosłości jego cnót i drogocennych przykładów, którymi odznaczał się jego żywot. Był dla wszystkich wzorem i zwierciadłem doskonałości zakonnej. Niezwykle pokorny, pełen wzgardy względem zaszczytów świata, skromności przedziwnej, w posłuszeństwie dokładny, bez żadnego sprzeciwu względem rozkazów, bez oporu i wahania tak wykonywał otrzymane zlecenia, jak gdyby wyszły z ust samego Boga... Słodki względem innych, twardy i surowy był względem siebie... Ciało trapił ostrymi pokutami. Życie jego było życiem doskonałego zakonnika, jakiego obraz kreślił nam ojciec nasz św. Ignacy w swych konstytucjach. Wszystkie czyny jego były zgodne z regułą. Był tak ściśle zjednoczony z Bogiem, że całe godziny spędzał na modlitwie bez żadnego roztargnienia.

W pierwszych miesiącach 1568 (najprawdopodobniej w marcu lub kwietniu) złożył śluby zakonne.

### Ostatni miesiąc życia

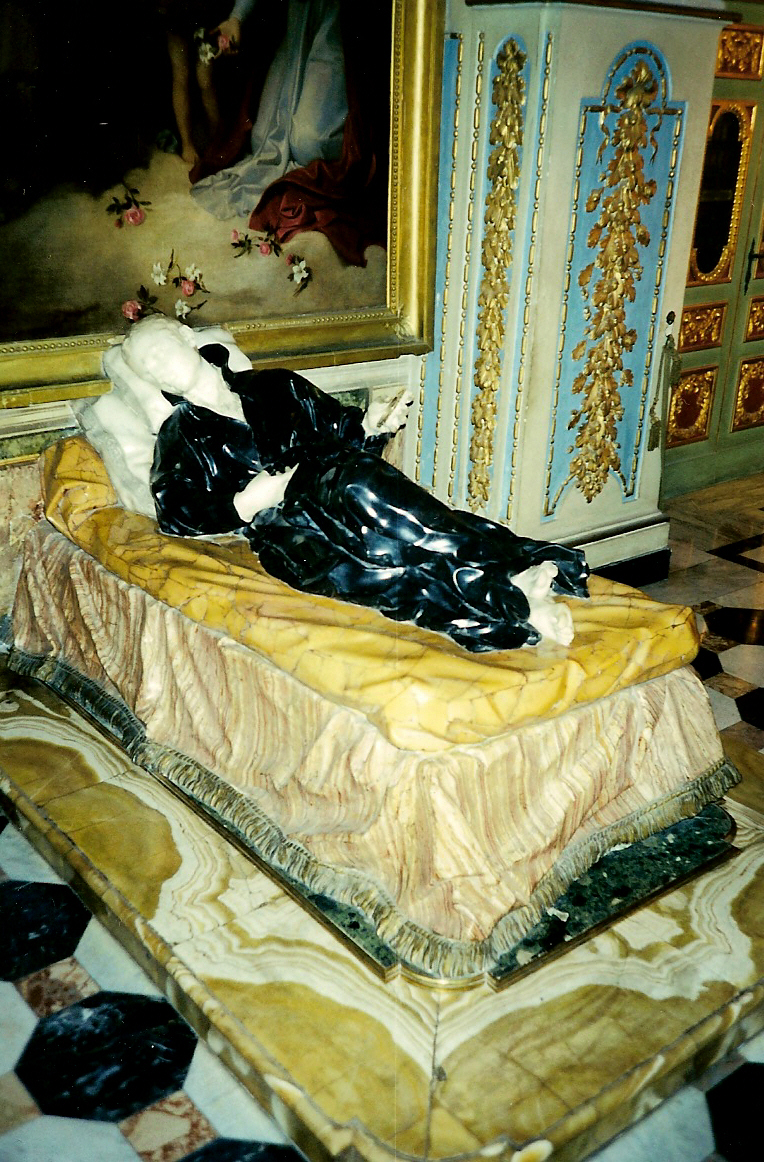
Grobowiec w kaplicy św. Stanisława Kostki przy kościele św. Andrzeja na Kwirynale w Rzymie

1 sierpnia 1568 naukę dla nowicjuszy w Domu Nowicjackim św. Andrzeja wygłosił przebywający w Rzymie o. Kanizjusz, a tematem jego rozważań była niespodziewana śmierć. Tego samego dnia wieczorem podczas czasu rekreacji Stanisław Kostka zwierzył się swojemu przyjacielowi Stefanowi Augusti, iż ma przeczucie, że właśnie ten miesiąc okaże się ostatnim w jego życiu, traktując rozważanie o. Kanizjusza jako ostrzeżenie dla siebie. Cztery dni później idąc z o. Emanuelem Saa SJ do bazyliki Santa Maria Maggiore, Stanisław Kostka powiedział, że w tym miesiącu umrze. Przyjętym zwyczajem w nowicjacie było comiesięczne losowanie jakiegoś świętego patrona nowicjusza na dany miesiąc. Stanisław Kostka wylosował wówczas św. Wawrzyńca. W patronalnym dniu tego świętego (10 sierpnia) wieczorem poczuł się źle, a po stwierdzeniu gorączki położono go do łóżka. 14 lutego 1606 jego kolega, nowicjusz Pelecius, złożył jako naoczny świadek tego zdarzenia zeznanie, w którym stwierdził:

Stanisław kładąc się do łóżka uczynił znak krzyża i powiedział: „Jeśli spodoba się Bogu, bym z tego łóżka nie wstał, niech się dzieje jego wola”.

Przez pierwsze trzy dni choroby sądzono, że nie jest ona groźna, a sprowadzony lekarz stwierdził, że jest to najprawdopodobniej chwilowe niedomaganie organizmu. 14 sierpnia chorego opanowała jednak wysoka gorączka, poczuł bezwładność, pojawiły się mdłości, zimny pot na czole, dreszcze, a z ust poczęła sączyć się krew. Poprosił on wówczas by położono go na podłodze, na której usłano prześcieradło, odbył sakrament pokuty, przyjął Komunię świętą, a następnie o. Fatio SJ udzielił mu sakramentu namaszczenia chorych, po którym ponownie odbył krótką spowiedź. Zmarł 15 sierpnia 1568, po północy, najprawdopodobniej około godziny 3:00, trzymając krucyfiks i gromnicę w rękach z modlitwą na ustach wobec klęczących o. Fatio SJ i Stanisława Warszewickiego. Nieznane pozostały przyczyny jego krótkiej choroby. Powstały różne domysły i przypuszczenia co do tych przyczyn. Być może była to np. gruźlica, o czym może świadczyć sącząca się krew z jego ust, być może malaria. Ojciec Majkowski wysnuł nawet hipotezę, twierdząc, że przyczyną jego śmierci była siła miłości, która łączyła się ściśle z udziałem czynników somatycznych w jego religijnych przeżyciach i że osłabienie serca nastąpiło wskutek gorączki z powodu religijnej miłości, przechodzącej siły organizmu. Został pochowany początkowo we wspólnym grobie pod kościołem św. Andrzeja w Rzymie na Kwirynale.

## Tablica przodków
| Tablica rodowodowa                                         |                                                                            |                                                                            |                                                                            |                                                                            |                                                                              |                                                                              |                                                                                      |                                                                                      |
| Prapradziadkowie                                           | Nawój Nawoj Kostka h. Dąbrowa (~1410–?) ?                                  | ?                                                                          | ?                                                                          | ?                                                                          | Ninogniew Kryski h. Prawdzic (~1404–~1468) ?                                 | Jan Boglewski h. Jelita (~1410–?) Dorota N. (~1400–?)                        | Mikołaj Galemski h. Dołęga (~1440–?) ?                                               | Mikołaj Działyński h. Ogończyk (~1440–1491) Febronia Danaborska h. Topór (?–?)       |
| Pradziadkowie                                              | Jan Kostka h. Dąbrowa (~1440–?) ?                                          | Jan Kostka h. Dąbrowa (~1440–?) ?                                          | ?                                                                          | ?                                                                          | Ninogniew Kryski h. Prawdzic (~1440–1507) Anna Boglewska h. Jelita (~1440–?) | Ninogniew Kryski h. Prawdzic (~1440–1507) Anna Boglewska h. Jelita (~1440–?) | Stanisław Szreński h. Dołęga (1481–1531) Małgorzata Działyńska h. Ogończyk (~1470–?) | Stanisław Szreński h. Dołęga (1481–1531) Małgorzata Działyńska h. Ogończyk (~1470–?) |
| Dziadkowie                                                 | Nawoj Nawój Kostka h. Dąbrowa (~1460–?) ?                                  | Nawoj Nawój Kostka h. Dąbrowa (~1460–?) ?                                  | Nawoj Nawój Kostka h. Dąbrowa (~1460–?) ?                                  | Nawoj Nawój Kostka h. Dąbrowa (~1460–?) ?                                  | Paweł Kryski h. Prawdzic (~1480–1546) Anna Szreńska h. Dołęga (1500–?)       | Paweł Kryski h. Prawdzic (~1480–1546) Anna Szreńska h. Dołęga (1500–?)       | Paweł Kryski h. Prawdzic (~1480–1546) Anna Szreńska h. Dołęga (1500–?)               | Paweł Kryski h. Prawdzic (~1480–1546) Anna Szreńska h. Dołęga (1500–?)               |
| Rodzice                                                    | Jan Kostka h. Dąbrowa (~1520–1576) Małgorzata Kryska h. Prawdzic (~1520–?) | Jan Kostka h. Dąbrowa (~1520–1576) Małgorzata Kryska h. Prawdzic (~1520–?) | Jan Kostka h. Dąbrowa (~1520–1576) Małgorzata Kryska h. Prawdzic (~1520–?) | Jan Kostka h. Dąbrowa (~1520–1576) Małgorzata Kryska h. Prawdzic (~1520–?) | Jan Kostka h. Dąbrowa (~1520–1576) Małgorzata Kryska h. Prawdzic (~1520–?)   | Jan Kostka h. Dąbrowa (~1520–1576) Małgorzata Kryska h. Prawdzic (~1520–?)   | Jan Kostka h. Dąbrowa (~1520–1576) Małgorzata Kryska h. Prawdzic (~1520–?)           | Jan Kostka h. Dąbrowa (~1520–1576) Małgorzata Kryska h. Prawdzic (~1520–?)           |
| św. Stanisław Kostka SJ h. Dąbrowa (28.10.1550–15.08.1568) |                                                                            |                                                                            |                                                                            |                                                                            |                                                                              |                                                                              |                                                                                      |                                                                                      |

## Duchowość

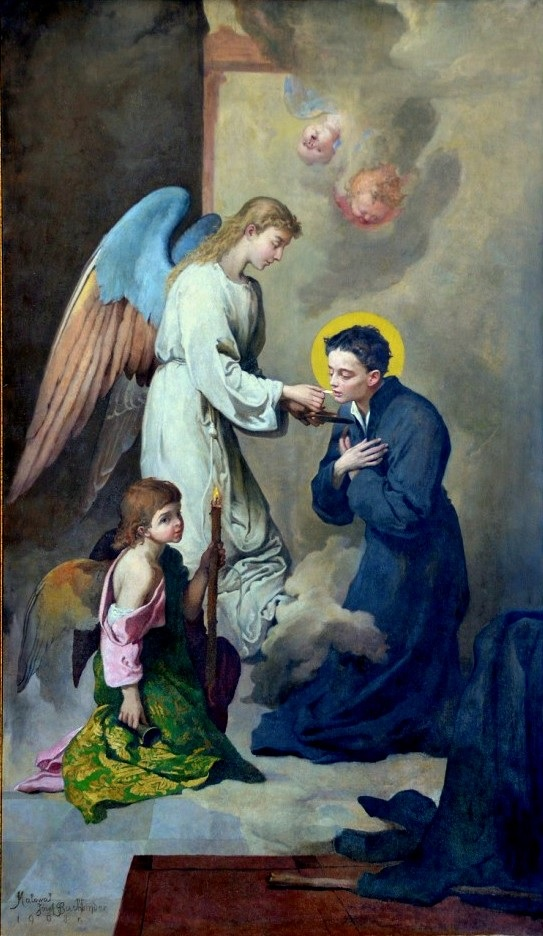
Komunia św. Stanisława Kostki (mal. Józef Buchbinder)

Duży wpływ na jego rozwój bogatego życia duchowego wywarła atmosfera domu rodzinnego, pielęgnowana przez religijnych i troszczących się o tę religijność rodziców. Akta procesu kanonizacyjnego tak charakteryzują jego pierwsze lata okresu dzieciństwa z Rostkowa:

Od dzieciństwa wiele znaków przyszłej dobroci wykazywał. Niektórych błogosławieństw i cnót początki pokazując. Między innymi świeciły w nim wrodzona pokora, modlitwy, gorącość i chęć do rzeczy duchowych, że od najmniejszej rozpusty i lekkomyślności dziecinnej wstrzymywał się i nic płochliwego nie czynił i dlatego przy dworze ojczystym wszyscy go szanowali.

Jego duchowość można scharakteryzować jako ideał religijno-ascetyczny noszący ślady szkoły ignacjańskiej. Jest on chrystologiczny, eucharystyczny i głęboko maryjny, potęgujący jego stałe i systematyczne postępy. Powiernik jego sumienia o. Fatio SJ tak wspomina jego okres wiedeński:

Wśród wszystkich swoich kolegów wyróżniał się pobożnością, skromnością, uczęszczaniem do sakramentów świętych, umartwieniem, nabożeństwem do Matki Bożej i gorliwością w służeniu do mszy świętej.

Współmieszkańcy Konwiktu wiedeńskiego często obserwowali, jak Stanisław, podczas gdy wszyscy oddawali się rekreacji, to on szedł do kościoła i tam długo się modlił przed Najświętszym Sakramentem. Była to jego stała praktyka, a ponadto modlił się również nocą, wymykając się ukradkiem do pobliskiego kościoła. Z reguły klęczał z rękami złożonymi na piersiach, ze spuszczonymi oczyma, zdarzało się również, że leżał krzyżem na podłodze kościoła.
W tym okresie wyrobił w sobie praktykę pasyjną, a mianowicie rozważań Męki Pańskiej, opartych na ćwiczeniach ignacjańskich. Ponadto w jego duchowości dużą rolę odgrywało umiłowanie Matki Bożej, pielęgnowane od dzieciństwa, zaszczepione prawdopodobnie od pobożnej matki, która uwrażliwiła go na praktyki modlitewne kierowane za jej wstawiennictwem. W Wiedniu wstąpił w szeregi Sodalicji Mariańskiej. Ponadto wiadomo, że posiadał hebanowy różaniec, pielęgnując ten rodzaj modlitwy. Był również członkiem Eucharystycznej Kongregacji św. Barbary, a nawet pełnił obowiązki jej prezesa. Jego stałą praktyką było codzienne aktywne uczestniczenie we mszy świętej, na której przyjmował Komunię świętą. O ile było to możliwe wysłuchiwał nawet kilku mszy świętych.
Prowadził ascetyczny tryb życia, polegający na dobrowolnym wyrzeczeniu się i ograniczeniu swoich potrzeb do minimum. W ascezie ignacjańskiej dużą rolę odgrywa cnota posłuszeństwa, pokory i czystości. Stałe postępy duchowe osiągnął przy zaangażowaniu i współpracy z łaską bożą.

## Proces beatyfikacji i kanonizacji

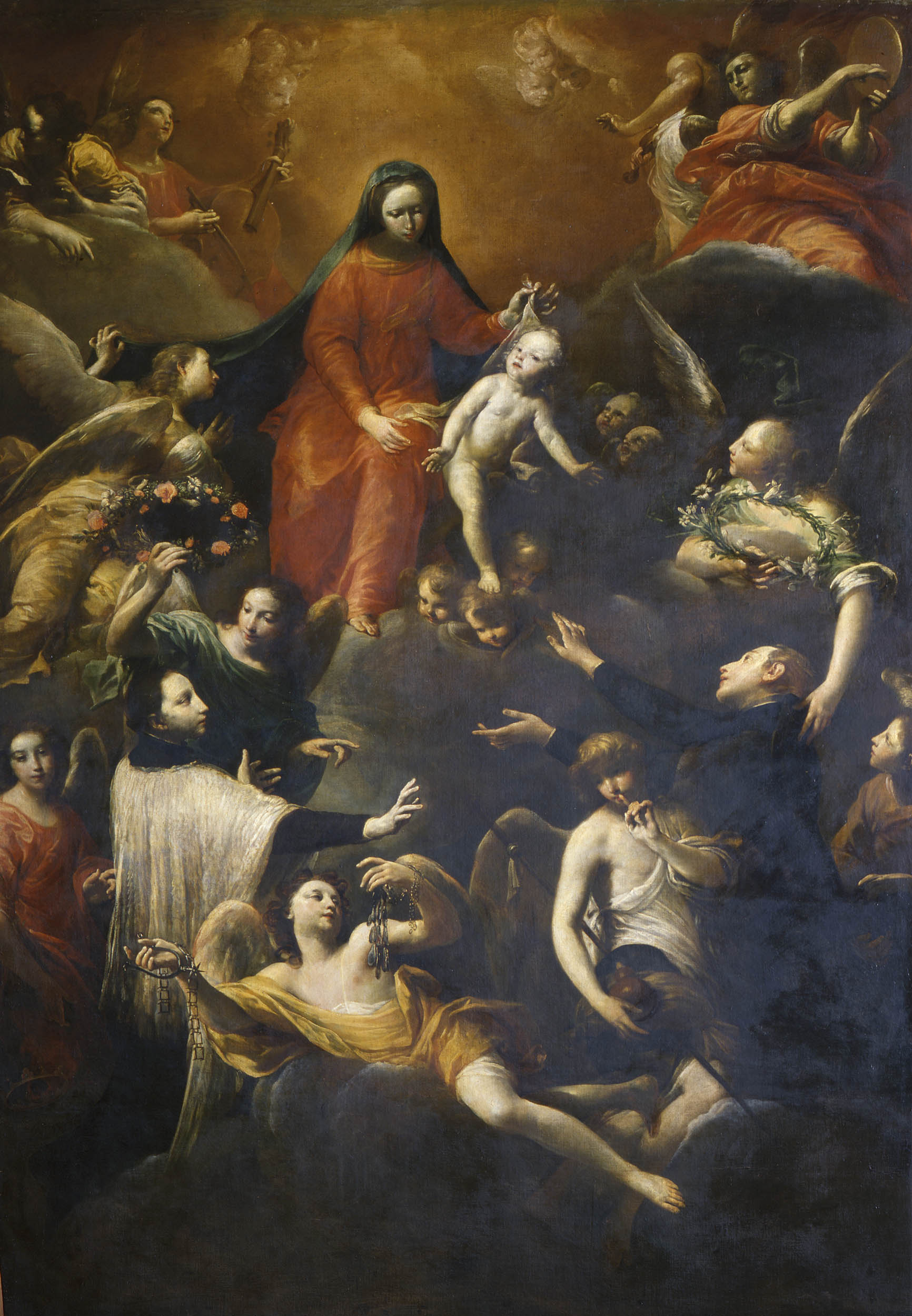
Madonna z Dzieciątkiem oraz świętymi: Alojzym Gonzagą i Stanisławem Kostką

Generał zakonu jezuitów Franciszek Borgiasz SJ znając jego życie oraz okoliczności powiadomił tuż po jego śmierci wszystkie prowincje, mając na uwadze jego świątobliwość oraz dając początek czci oddawanej jemu w całym zakonie. Spowiednik Stanisława o. Fatio SJ wypowiedział wówczas taką opinię o nim:

Mamy nadzieję, że nadejdzie dzień, w którym ujrzymy go wpisanego w poczet świętych, czczonych przez Kościół, jak to przebieg żywota zdaje się stwierdzać.

Już w 1580 wyryto na blasze i wykuto jego obraz z tytułem błogosławiony. Wszystkie te okoliczności oraz kult oddawany po jego śmierci były powodem wszczęcia przez jezuitów postępowania w celu wyniesienia go na ołtarze. Dzięki tym staraniom 14 sierpnia 1606 papież Paweł V wydał ustną zgodę na jego publiczną cześć w Kościele, co oznaczało jego beatyfikację. Następnego dnia została odprawiona uroczysta msza święta na jego cześć wraz z ukazaniem jego wizerunku. Był to pierwszy błogosławiony jezuita w historii Kościoła.
Tuż po beatyfikacji rozszerzył się jego kult, szczególnie w Polsce. W diecezji płockiej, w Pułtusku, w 1606 wybudowano wówczas drewnianą kaplicę ku jego czci, a następnie pod koniec XVII wieku postawiono pierwszy kościół w Polsce pod jego wezwaniem. Powstały liczne wizerunki z jego podobizną oraz figury, fundowane przeważnie do kościołów lub kaplic.
Wkrótce poczyniono starania o jego kanonizację, które zakończyły się powodzeniem. 31 grudnia 1726 papież Benedykt XIII po rozważeniu propozycji jego kanonizacji wydał bullę kanonizacyjną łac. Cum Christi voce, ogłaszającą go świętym wraz z Alojzym Gonzagą. Uroczystości pokanonizacyjne odbyły się w Polsce w dniach 16–24 listopada 1727 w Pułtusku pod przewodnictwem bp. Andrzeja Stanisława Kostki Załuskiego przy licznym udziale duchowieństwa i wiernych oraz wystawieniu cudownego obrazu przedstawiającego św. Stanisława stojącego przed Maryją z Dzieciątkiem z końca XVII wieku, z Kacic.

## Relikwie

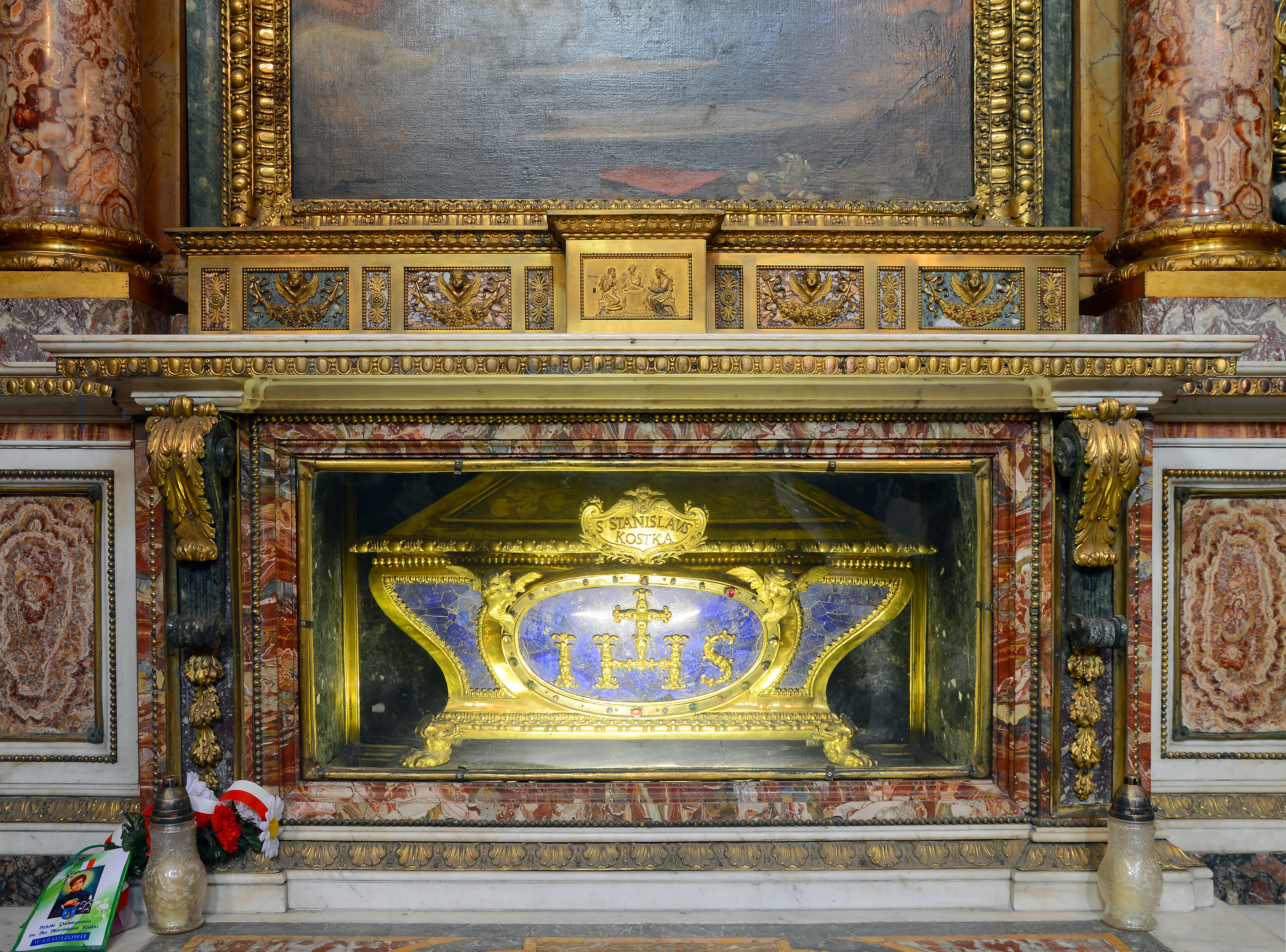
Sarkofag św. Stanisława Kostki w kościele św. Andrzeja na Kwirynale

Największa część jego relikwii znajduje się w miejscu jego pochówku, w grobowcu, w kościele św. Andrzeja na Kwirynale w Rzymie. W 1621 na mocy decyzji papieża Grzegorza XV jego czaszkę z tego grobowca przewieziono do Polski, gdzie na mocy dekretu króla Władysława IV Wazy spoczęła ona w kościele Świętych Apostołów Piotra i Pawła w Krakowie. Pod koniec XVIII wieku, wskutek czasowej kasaty zakonu jezuitów, czaszka ta zaginęła.
W połowie XIX wieku cząstkę jego relikwii (fragment kości ciemieniowej) odkryto w skarbcu kaplicy elektora badeńskiego, gdzie trafiła prawdopodobnie za pośrednictwem saskim i skąd została przekazana do nowicjatu jezuickiego w Gosheim koło Sigmaringen, skąd w 1872 przeniesiono ją kolejno do: Exaaten w Holandii (1872–85), Blyenbeck w Holandii (1885–1886), Tisis koło Feldkirch w Austrii (od 1886), od połowy XX wieku do Neuhausen auf den Fildern pod Stuttgartem, a następnie do domu nowicjatu w Norymberdze (Ruper-Mayer-Haus).
W Polsce część relikwii (cząstka małego palca) została sprowadzona w 1744 do drewnianej kaplicy w Rostkowie, ale około 1861 zaginęła. Do kościoła w Rostkowie jego część relikwii sprowadzono w 1926. Największą znajdującą się obecnie w Polsce relikwią jest cząstka jego żebra o długości około 12 cm, przechowywana w kaplicy nowicjatu jezuitów w Starej Wsi koło Brzozowa. W latach 60. XX wieku bp płocki Bogdan Marian Sikorski przywiózł z Rzymu cząstki jego relikwii dla niemal 40 kościołów i kaplic rozsianych w całej Polsce, gdzie umieszczono je w specjalnych relikwiarzach.

## Kult

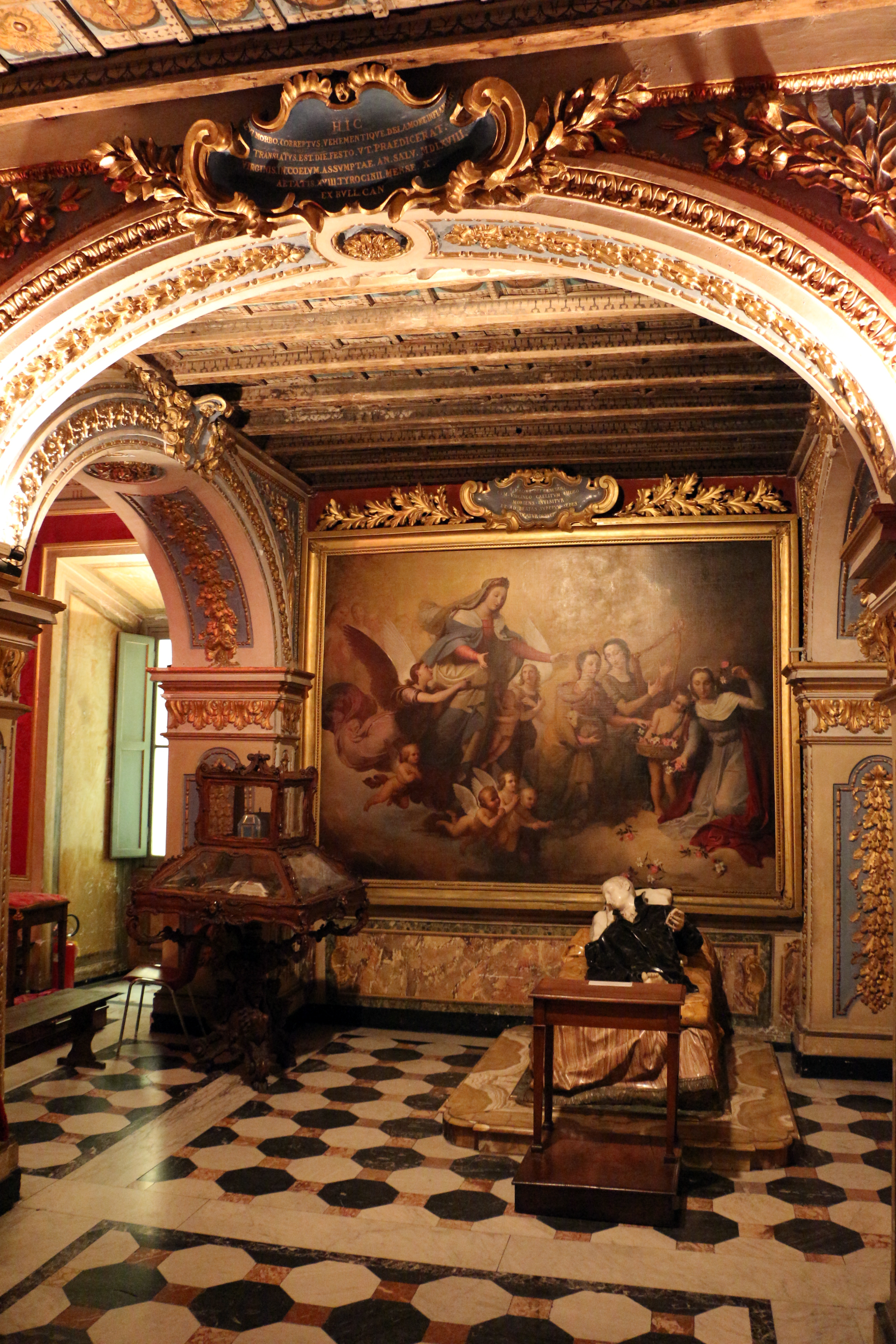
Kaplica św. Stanisława Kostki przy kościele św. Andrzeja na Kwirynale w Rzymie

- Wspomnienie liturgiczne wyznaczono początkowo na dzień 13 listopada, ale zostało ono ze względów duszpasterskich przeniesione na 18 września[3]
- Jego atrybutami są: anioł podający mu Komunię, Dziecię Jezus na ręku, krucyfiks, laska pielgrzymia, lilia, Maryja i różaniec[51]
- 8 stycznia 1674 papież Klemens X ogłosił go szczególnym patronem Polski i Litwy[52]. W XVIII wieku był najbardziej znanym i czczonym na świecie polskim świętym[15].
- Szczególną cześć odbiera święty przede wszystkim na Mazowszu, gdzie znajduje się wiele kościołów pod jego wezwaniem, które są również w posiadaniu części jego relikwii[53]. 28 sierpnia 1926 uroczyście przeniesiono fragment jego relikwii z Pułtuska do Rostkowa[50]. Miejscem jego szczególnej czci jest Jarosław, do której rozszerzenia przyczyniła się zwłaszcza jego krewna ksieni benedyktynek Anna Kostkówna[54]. Również szczególną cześć odbiera on w Rostkowie, gdzie wybudowano w 1744 specjalną kaplicę, a następnie w 1900 drugi w Polsce kościół jemu poświęcony oraz w Przasnyszu[54]. W 1904 ks. Franciszek Kuligowski ułożył specjalną nowennę ku jego czci, a w 1911 bp Antoni Julian Nowowiejski wydał książeczkę Z Jezusem, ze specjalnie ułożoną litanią oraz okolicznościowymi modlitwami jemu poświęconymi[55]. Kult świętego szerzyło na początku XX wieku Zjednoczenie Stowarzyszeń Młodzieży Polskiej, które obrało go swoim patronem[55]. W 1919 powołano Związek Stowarzyszeń Młodzieży Płockiej, pod patronatem św. Stanisława Kostki[55]. Ks. Jan Wiśniewski napisał w 1921 ku jego czci specjalny utwór sceniczny w czterech aktach zatytułowany Św. Stanisław Kostka[56] . Papież św. Jan XXIII uznał go w 1962 za szczególnego patrona młodzieży polskiej[3]. W 1967 papież św. Paweł VI wydał brewe ogłaszające go obok św. Stanisława Szczepanowskiego, głównym patronem diecezji płockiej[57]. Ponadto jest on patronem m.in. archidiecezji łódzkiej i warszawskiej, a także Gniezna, Lublina, Lwowa, Poznania i Warszawy[3]. Oręduje także za studentami i nowicjuszami jezuickimi[3]. Jego pokój w dawnym nowicjacie rzymskim został zamieniony po jego śmierci na kaplicę, z ekspozycją pozostawionych po nim pamiątek[39]. Pierre Le Gros Młodszy wykonał w tym pokoju jego nagrobek, rzeźbę w białym marmurze, polichromowanym. Święty leży śpiący na łożu śmierci. Na ścianie umieszczono obraz Matki Bożej, która spuszcza na niego z nieba róże. Pod obrazem wyryto wiersz, napisany przez poetę Cypriana Kamila Norwida. Do grobu i pokoju tego pielgrzymowali m.in. papieże, 13 listopada 1962 – św. Jan XXIII czy 13 listopada 1988 – św. Jan Paweł II[58].
- Św. Stanisław Kostka stał się patronem wielu placówek oświatowych, m.in.: Liceum Jezuitów w Krakowie[59], XXI Liceum Ogólnokształcącego w Lublinie, Zespołu Szkół Katolickich Diecezji Kieleckiej w Kielcach[60], Zespołu Szkół Katolickich w Zielonej Górze[61], Zespołu Szkół Jezuitów w Gdyni[62], Katolickiego Liceum Ogólnokształcącego w Płocku, Kolegium i Liceum Ogólnokształcącego Niepublicznego w Warszawie[63] czy Zespołu Szkół Publicznych w Komorowie[64] oraz szkół podstawowych m.in. w: Częstochowie (nr 10)[65], Jazgarce[66], Leśnicy[67], Maruszynie Górnej[68], Maćkowicach[69], Moszczenicy[70], Nowej Wsi Szlacheckiej[71], Poznaniu[72], Rostkowie[73], Rybniku (nr 3)[74], Starym Gralewie[75], Trzebosi (nr 2)[76] czy Woli Wierzbowskiej[77].
- Na terenie Anglii, w Manchesterze, znajduje się Polska Szkoła Przedmiotów Ojczystych im. św. Stanisława Kostki (ang. The Polish Saturday School in Manchester). Szkoła została założona w 1949 przez Stowarzyszenie Polskich Kombatantów[78]. Także w Coventry, w zachodnio-centralnej Anglii (West Midlands), znajduje się Polska Parafia Rzymsko-Katolicka pod wezwaniem św. Stanisława Kostki[79] założona w 1948 przez Stowarzyszenie Polskich Kombatantów nr 399 w Coventry.
- Ku jego czci postawiono liczne kaplice, m.in. w takich miejscowościach jak: Gieczno[80], Gowarzewo[81], Jasionka[82] czy Mielec[83] oraz pomniki w takich miejscowościach jak: Kielce[84], Lubomia[85] czy Rawicz[86]. Ponadto wielu ulicom w Polsce nadano jego imię, m.in. jednej z ulic w takich miejscowościach jak: Ciechanów[87], Dąbrowa Górnicza[88], Gliwice[89], Kielce[90], Kwaczała[91], Maruszyna[92], Rakoniewice[93], Szczecin[94], Tarnów[95] czy Zabrze[96].
- 5 kwietnia 1994 w Katowicach utworzono Fundację Pomocy Dzieciom i Młodzieży Niepełnosprawnej im. św. Stanisława Kostki, której celem jest wszechstronna pomoc dzieciom i młodzieży niepełnosprawnej w zakresie leczenia, rehabilitacji, inicjowania i wspierania przedsięwzięć umożliwiających im pełne uczestnictwo w życiu codziennym[97]. Od 1996 fundacja ta przyznaje corocznie pięciu osobom które w szczególny sposób zasłużyły się w działaniach na rzecz środowiska dzieci i młodzieży niepełnosprawnej lub instytucjom, nagrodę „Złotego Serca”[97]. Warto dodać, że pierwszym jej laureatem został papież św. Jan Paweł II[98].
- W Krakowie dom prowincjalny Sióstr Miłosierdzia (szarytek) przy ulicy Warszawskiej 11, zbudowany w latach 1885–1886 nazwano Domem św. Stanisława Kostki[99]. Ponadto Dom Misyjny w Chludowie prowadzony przez werbistów również nazwano jego imieniem.
- W 2016 Skarbnica Narodowa wybiła w cyklu „Święci Kościoła Katolickiego” srebrny medal z wizerunkiem na awersie św. Stanisława Kostki o średnicy 30 mm, projektu Roussany Nowakowskiej w nakładzie 7500 sztuk. Z okazji 450. rocznicy jego śmierci, decyzją 377. zebrania plenarnego Konferencji Episkopatu Polski w Lublinie, 14 października 2017, rok 2018 był obchodzony w Kościele w Polsce jako Rok Świętego Stanisława Kostki[100]. Warto dodać, że z tej okazji Poczta Polska 19 sierpnia 2018 wprowadziła do obiegu znaczek pocztowy o nominale 2,60 zł z jego wizerunkiem w nakładzie 120 000 sztuk, z cyklu „Patroni Polski” projektu Bożydara Grozdewa, wraz z kopertą FDC oraz okolicznościowym datownikiem pierwszego dnia obiegu[101][102].

### Ikonografia
Święty Stanisław Kostka został przedstawiony w bardzo licznej ikonografii, wyrażającej jego postać w różnych scenach z jego krótkiego życia. Przedstawiany jest w habicie jezuity, jako przyjmujący Komunię świętą z rąk anioła lub św. Barbary. Jego atrybuty to: anioł podający mu komunię, Dziecię Jezus, hostia, krzyż, pielgrzymia laska, wizerunek Matki Bożej, lilia, różaniec. Wśród licznych przedstawień świętego znajdują się m.in.:
- obraz Carla Maratty „Objawienie się Madonny z Dzieciątkiem św. Stanisławowi Kostce” (XVII w.) w bocznej kaplicy kościoła św. Andrzeja na Kwirynale
- obraz Szymona Czechowicza „Komunia św. Stanisława” (poł. XVIII w.) w Muzeum Historycznym we Lwowie
- obraz Szymona Czechowicza w kościele pojezuickim w Poznaniu
- obraz „Komunia św. Stanisława” (poł. XVIII w.) w kościele S. Stanislao dei Polacchi w Rzymie
- obraz z jego wizerunkiem Stanisława Batowskiego Kaczora w Cieszanowie
- obraz olejny na desce z jego wizerunkiem, nieznanego autora z końca XVI w., eksponowany w pokoju-kaplicy przy kościele św. Andrzeja na Kwirynale
- obraz olejny na desce przedstawiający jego w wieku lat 10–12, nieznanego autora (II poł. XVI w.), w kaplicy nowicjatu jezuitów francuskich w Saint-Didier-au-Mont-d’Or pod Lyonem
- obraz z jego wizerunkiem w kaplicy pod jego wezwaniem w kościele Ducha Świętego w Nowym Sączu
- obraz z jego wizerunkiem malowany na blasze z 1658, umieszczony na ratuszu lwowskim
- obraz Georga Hennera „Uczta u rodziców św. Stanisława” (1774) w Muzeum Książąt Czartoryskich w Krakowie
- rzeźba z jego wizerunkiem na Czarnej Kamienicy w Rynku lwowskim
- rzeźba „Śmierć św. Stanisława Kostki” dłuta Pierre Le Grosa Młodszego (XVIII w.) ustawiona w miejscu, gdzie zmarł w pokoju-kaplicy przy kościele św. Andrzeja na Kwirynale w Rzymie
- rzeźba z jego postacią adorującą Madonnę z Dzieciątkiem (1909) w ołtarzu katedry Wniebowzięcia NMP w Płocku
- płaskorzeźby ze scenami z jego życia znajdujące się wokół kościoła w Rostkowie
- rzeźba z jego postacią z Dzieciątkiem (XIX wiek) w Jadwisinie[104]